# Nitrure de carbone
Un nitrure de carbone est composé binaire de carbone et d'azote. Ce terme recouvre une grande variété de composés chimiques.

## Dérivés du cyanogène

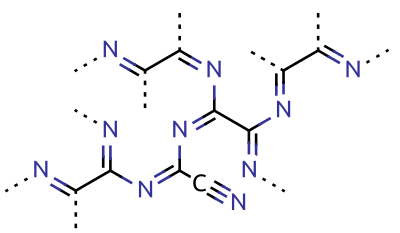
Structure du paracyanogène, un nitrure de carbone.

Le carbone forme avec l'azote une série de nitrures de formule (CN)n, où n = 1, 2, x, parmi lesquels le composé CN n'est stable qu'à température élevée. Outre le cyanogène N≡C–C≡N, il existe également l'isocyanogène N≡C–N+≡C− et le diisocyanogène −C≡N+–N+≡C−. La polymérisation du cyanogène donne du paracyanogène (CN)x. Il existe également des nitrures plus riches en carbone de formule Cn(CN)m dérivant d'hydrocarbures CnH2n+m par substitution des atomes d'hydrogène par des groupes CN. Le tétracyanoéthylène (N≡C)2C=C(C≡N)2 et le dicyanoacétylène N≡C−C≡C−C≡N sont des exemples de tels composés.

## Polymères et cristaux
Le nitrure de carbone graphitique et le nitrure de carbone β sont deux polymorphes de formule chimique approchée C3N4. Le premier est un polymère constitué de feuillets moléculaires bidimensionnels conjugués aux propriétés photocatalytiques intéressantes,, notamment pour la photolyse de l'eau, tandis que le second est une céramique métastable, produite expérimentalement sous forme de nanocristaux, qui pourrait être plus dure que le diamant, bien que cela n'ait jamais été démontré expérimentalement.

## Azafullerènes
Les azafullerènes (en) sont des hétérofullerènes dont au moins l'un des atomes de carbone est remplacé par un atome d'azote. Ce sont par exemple le biazafullerényle (C59N)2, le diaza[60]fullerène C58N2, le triaza[60]fullerène C57N3, ou encore le C48N12, ce dernier étant peut-être un isolant électrique.